# Fortapàsc
Pour plus de détails, voir Fiche technique et Distribution.
Fortapàsc est un film italien, réalisé en 2009 par Marco Risi. Le film est sorti sur les écrans français en 2011. Il s'inspire de faits authentiques.

## Synopsis
1985. Giancarlo Siani, chroniqueur à Il Mattino dans la commune de Torre Annunziata, station balnéaire située dans la banlieue napolitaine, est abattu de dix balles de revolver. Sans doute, s'intéressait-il de trop près aux activités de la camorra et de son capo local, Valentino Gionta, à la suite de la nécessaire reconstruction de l'après-tremblement de terre de 1980. Le film conte les quatre derniers mois de la vie du jeune journaliste.
Siani écrit dans la « chronique noire » et s'occupe des homicides de la camorra. Il commence à enquêter sur les alliances des camorristes de Torre Annunziata avec les chefs des autres clans de la Campanie. Il découvre une vaste zone de corruption et de collusions entre les politiques et le crime organisé.
Malgré les menaces plus ou moins voilées de la classe politique locale, Siani réussit petit à petit à cerner la corruption du maire et comprend comment, entre camorristes violents, politiciens corrompus, magistrats frileux et carabiniers impuissants, l'un de ses meilleurs amis, Ciro, s'est retrouvé contraint à des activités criminelles, comme apporter de l'argent (sous la forme de viande) aux politiques et aux clans mafieux, pour aider financièrement sa famille. Le journaliste poursuit son enquête notamment lors du massacre du Cercle des pêcheurs (it) du 26 août 1984 perpétré par le clan Bardellino pour « assainir » les comptes avec le clan Gionta (it) en cherchant à tuer son chef, Valentino Gionta, qui réussit à s'échapper mais perd huit hommes.
Ses articles ennuient particulièrement les patrons camorristes de la région, mettant en péril les alliances jusqu'à l'arrestation du chef Valentino Gionta pris à proximité de la Casa Nuvoletta appartenant à Lorenzo et Angelo Nuvoletta. Son intuition le conduit à démasquer jusqu'au maire de Torre Annunziata, condamné à sept ans et demi de prison.
Alors qu'il est muté au siège du quotidien parthénopéen, la condamnation à mort de Siani, considéré comme ayant « alzato troppo la manica », est décidée lors d'un sommet camorriste. Il est tué le soir du 23 septembre 1985, peu de jours après ses 26 ans, dans le quartier résidentiel du Vomero, près de la place Leonardo, à quelques mètres de son domicile.

## Production
Fortapàsc est la graphie phonétique de Fort Apache, surnom donné à la commune de Torre Annunziata, théâtre, lors d'un passé récent, de luttes sanglantes entre différentes factions de la camorra napolitaine.
Le film est tourné dans différents quartiers de Naples et dans les localités de Torre del Greco, Torre Annunziata, Portici, Ercolano, Castellammare di Stabia et Castel Volturno près du hameau de Villaggio Coppola Pinetamare.
Le père de Marco Risi, le réalisateur Dino Risi, est mort à quelques jours du premier clap. Le tournage fut stoppé durant les trois jours consacrés aux funérailles. La production dédia le film de Marco Risi à la mémoire de son père.

## Réception
Présenté en avant-première au théâtre San-Carlo de Naples le film de Marco Risi, qui aspire à s'inscrire parmi les œuvres engagées à l'image de Main basse sur la ville de Francesco Rosi d'ailleurs explicitement cité dans Fortapàsc, reçoit un bon accueil malgré le manque de force expressive rapporté par Michela Greco de Cineuropa
Sur le même sujet, Matteo Garrone consacrait Gomorra — dont Marco Risi dit qu'il avait « une structure rhapsodique et un pessimisme sous-jacent presque apocalyptique » alors que le sien « est plus traditionnel, plus concentré sur ce personnage captivant et plus ouvert à l'espérance » — sorti l'année précédente, au système dans son entier . Dans Fortapàsc, dont le scénario était en projet depuis vingt ans, c'est le destin tragique d'un journaliste confronté à ce même système que présente Marco Risi, en veillant, selon Aurélien Ferenczi de Télérama, à ne pas faire du jeune homme un héros : « C'est un type ordinaire, pigiste rêvant d'un CDI, qui fait son boulot, juste un peu mieux que les autres ».
Pour Sébastien Chapuys de Critikat, Fortapàsc est cependant l'illustration d'une « fausse audace qui cache une vraie frilosité [...] sans que jamais la rage ou l’indignation ne viennent l’habiter. » Pire, la présentation du personnage principal est selon Chapuys un contre-sens qui fait du journaliste un martyr inconscient de la liberté de la presse quand le véritable Siani était engagé politiquement et socialement. Malgré cette erreur, le film a le mérite, toujours pour Chapuys de ramener la représentation des parrains flamboyants à leur juste dimension, celle de la « vulgarité bling-bling des années 1980 [...] celle de beaufs armés, menacés moins par quelques fonctionnaires incorruptibles que par leur propre bêtise et l'arrogance que leur inspire leur sentiment d'impunité ».

## Fiche technique
- Titre original : Fortapàsc
- Réalisation : Marco Risi
- Scénario : Marco Risi, Jim Carrington (en), Andrea Purgatori (it), Maurizio Cerino
- Photographie : Marco Onorato (it)
- Montage : Clelio Benevento
- Musique : Franco Piersanti
- Production : Angelo Barbagallo, Gianluca Curti (it)
- Producteur exécutif : Gianfranco De Rosa
- Sociétés de production : BiBi Film, Rai Cinema, Minerva Pictures (it)
- Sociétés de distribution : 01 Distribution, Bellissima Films
- Durée : 110 min
- Pays d'origine :  Italie
- Année de réalisation : 2009
- Distribution en  France : 5 janvier 2011

## Distribution artistique
- Libero De Rienzo : Giancarlo Siani
- Valentina Lodovini : Daniela
- Michele Riondino : Rico
- Massimiliano Gallo : Valentino Gionta
- Fortunato Cerlino : conseiller communal
- Salvatore Cantalupo : Ferrara
- Gianfranco Gallo (it) : Gabriele Donnarumma
- Ernesto Mahieux : Sasà
- Ennio Fantastichini : le maire Cassano
- Duccio Camerini (it) : Angelo Nuvoletta (it)
- Renato Carpentieri : Amato Lamberti
- Gianfelice Imparato (it) : le préteur Rosone
- Marcello Mazzarella (it) : l'émissaire des siciliens
- Daniele Pecci (it) : le capitaine Sensales
- Gigio Morra (it) : le boss Carmine Alfieri
- Antonio Buonomo (it) : Lorenzo Nuvoletta
- Renato De Rienzo : le père
- Roberto Calabrese (it) : un tueur
- Raffaele Vassallo : Ciro
- Kiung Mi Lee : Yu
- Mimmo Mignemi (it) : Cifù
- Nadia Carlomagno :
- Salvatore Striano (it) : tueur des Gionta
- Paco De Rosa : assassin de Siani

## Récompenses
- 2010 (it) — David di Donatello
  - Nomination pour le meilleur scénario : Jim Carrington (en), Andrea Purgatori (it), Marco Risi, Maurizio Cerino
  - Nomination pour le meilleur producteur : Angelo Barbagallo et Gianluca Curti (it)
  - Nomination pour le meilleur acteur : Libero De Rienzo

- 2009 (it) — Ruban d'argent
  - Nomination pour le réalisateur du meilleur film : Marco Risi
  - Nomination pour le meilleur producteur : Angelo Barbagallo et Gianluca Curti
  - Nomination pour le meilleur scénario : Jim Carrington, Andrea Purgatori, Marco Risi, Maurizio Cerino
  - Nomination pour le meilleur acteur : Libero De Rienzo
  - Nomination pour le meilleur acteur dans un second rôle : Ernesto Mahieux
  - Nomination pour la meilleure photographie : Marco Onorato (it)

- 2010 — Globe d'or
  - Meilleur réalisateur (it) : Marco Risi
  - Nomination pour le meilleur film : Marco Risi
  - Nomination pour le meilleur acteur : Libero De Rienzo

- 2009 — Ciak d'oro
  - Meilleure photographie : Marco Onorato
  - Meilleure bande son : Franco Piersanti
  - Meilleur manifeste
  - Nomination pour le meilleur scénario : Jim Carrington, Andrea Purgatori, Marco Risi et Maurizio Cerino
  - Nomination pour la meilleure actrice dans un second rôle : Valentina Lodovini
  - Nomination pour le meilleur son en prise directe : Gianluca Merli et Massimo Simonetti

- 28e prix international Sergio Amidei
  - Meilleur scénario de film : Jim Carrington, Andrea Purgatori, Marco Risi et Maurizio Cerino

- 2009 — Invisible Film Fest
  - Meilleur film
  - Meilleure réalisation : Marco Risi
  - Meilleur scénario : Jim Carrington, Andrea Purgatori, Marco Risi et Maurizio Cerino
  - Meilleur acteur : Libero De Rienzo
  - Meilleur acteur dans un second rôle : Ernesto Mahieux et Massimiliano Gallo

- 2009 — 31e Festival du film méditerranéen de Montpellier
  - Prix du public[4],[6]

## Bande son
1. Ogni volta - Vasco Rossi
2. La torre di Babele - Edoardo Bennato
3. Tu ca nun chiagne - Ciro Capano
4. Pe' sempe - Ciro Capano
5. O bene mio - Ciro Capano
6. Napule e' - Pino Daniele
7. Jesce sole - Roberto De Simone
8. Centro di gravità permanente - Franco Battiato
9. Pop corn e patatine - Nino D'Angelo
10. Casanova '70 - interprété par Antonio Buonomo
11. Dicitencello vuje - interprété par Mario Abbate
12. O ritratto 'e Nanninella - interprété par Antonio Buonomo
13. Nocturne du Quatuor à cordes no 2 en ré majeur d'Alexandre Borodine - interprété par le Quatuor Pessoa (Kyung Mi Lee, Marco Quaranta, Rita Gucci, Achille Taddeo)
14. Quanno chiove - Pino Daniele
15. River runs deep - J.J. Cale
16. Scumbinata - Mammoliti, Mambelli, Di Carlo, Poggiani
17. Noi ragazzi di oggi - interprété par Luis Miguel